# Dansk Forfatterforening
Dansk Forfatterforening, bildad 19 maj 1894, är en fackförening för författare av skönlitteratur för vuxna och barn- och ungdomslitteratur, fackboksförfattare, lyriker, samt översättare från och till danska. Föreningens ordförande är romanförfattaren Lotte Garbers.